# Véra Clouzot
Pour les articles homonymes, voir Amado et Clouzot.
Véra Clouzot est une actrice et scénariste française d'origine brésilienne, née le 30 décembre 1913 à Rio de Janeiro et morte le 15 décembre 1960 dans le 8e arrondissement de Paris.
Elle a été la première épouse du réalisateur français Henri-Georges Clouzot pendant dix ans, de 1950 à sa mort prématurée en 1960. Sa carrière d'actrice de cinéma s'est exclusivement faite sous la direction de son mari.

## Biographie

### Origines
Véra Clouzot naît sous le nom de Vera Gibson Amado le 30 décembre 1913 à Rio de Janeiro, de Gilberto Gibson Amado, diplomate brésilien, et de son épouse Alice Gibson,. Son père est l’une des figures politiques les plus connues du Brésil, et membre de l’Académie brésilienne des lettres.

### Carrière

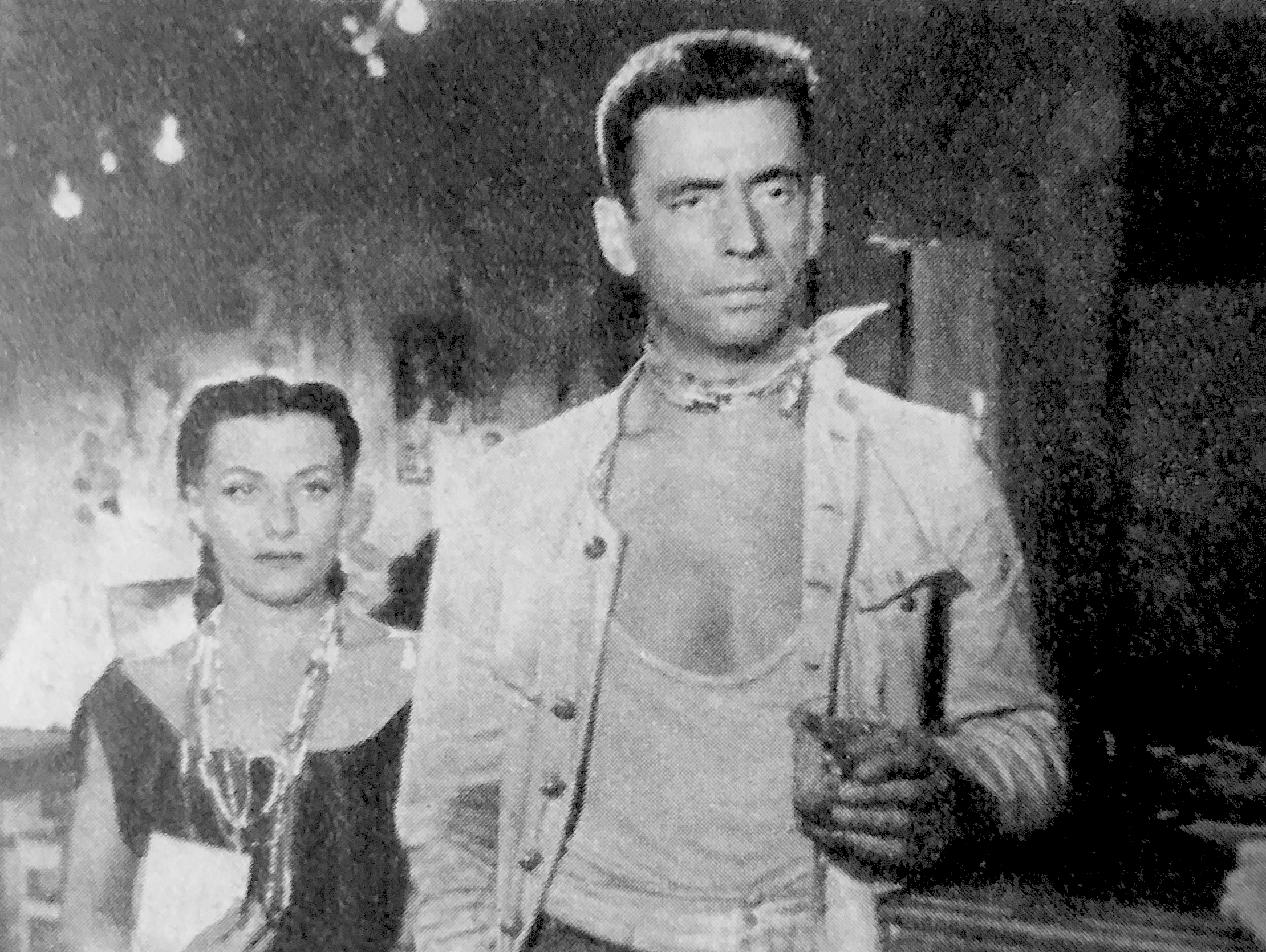
Véra Clouzot et Yves Montand dans Le Salaire de la peur (1953).

En 1941 (ou 1939), Vera Gibson Amado, rencontre et épouse le comédien Léo Lapara, membre de la troupe de Louis Jouvet, troupe alors en tournée à Rio de Janeiro en pleine Seconde Guerre mondiale. Elle intègre le groupe pour une série de représentations en Amérique du Sud qui se concluent près de quatre ans plus tard par un retour à Paris, après la Libération. Dans la capitale française Louis Jouvet, qui a repris la direction du théâtre de l'Athénée, continue de lui confier des petits rôles.
En 1947, elle rencontre le réalisateur Henri-Georges Clouzot sur le tournage de Quai des orfèvres dans lequel son mari Léo Lapara interprète l'inspecteur Marchetti. Sur un coup de foudre, elle divorce et s'installe aussitôt avec Clouzot, qu'elle épouse en 1950. Ensuite, ce dernier exige beaucoup d’elle lorsqu’il la dirige.
Clouzot l'engage comme scripte sur le film Miquette et sa mère (1949) et il lui fait aussi tourner le court-métrage Brasil (1950) puis les trois seuls films où elle est interprète : Le Salaire de la peur (1953), Les Diaboliques (1955) et Les Espions (1957). Le réalisateur fonde à cette occasion la société de production Vera Films en l'honneur de sa femme.
Le 2 novembre 1960, sort le film d'Henri-Georges Clouzot, La Vérité (1960) avec Brigitte Bardot, dont elle est coscénariste.

### Vie privée
Après avoir divorcé de Léo Lapara, Vera Gibson Amado épouse en 1950 Henri-Georges Clouzot en la mairie du 5e arrondissement de Paris.

### Mort
Véra Clouzot meurt le 15 décembre 1960 à Paris 8e, 31 avenue George-V, à l'âge de 46 ans, des suites d'une attaque cardiaque. Elle est inhumée au cimetière de Montmartre (30e division, à Paris, dans une tombe où son dernier mari la rejoint dix-sept ans plus tard, puis la seconde femme de Clouzot, Inès Bise, en 2011.

## Filmographie

### Actrice
- 1950 : Brasil (court métrage) de Henri-Georges Clouzot : elle-même[7]
- 1953 : Le Salaire de la peur de Henri-Georges Clouzot : Linda
- 1955 : Les Diaboliques de Henri-Georges Clouzot : Christina Delassalle
- 1957 : Les Espions de Henri-Georges Clouzot : Lucie

### Coscénariste
- 1960 :  La Vérité de Henri-Georges Clouzot